# 黃雙安
黃雙安（英語：Huang Shuang'an，1931年11月13日—2018年10月2日），已故商人，別名拿督斯里·布漢·烏雷，祖籍福建省福州市闽清县，是印尼當地華裔企業家和慈善家，被譽為印尼「木材大王」為印尼國內第二大木業集團創始人，其配偶為早期台灣節目主持人白嘉莉。2018年10月2日於纽约去世，2018年10月7日下葬於馬來西亞的詩巫富貴山莊紀念公園。